# Свети Николај, епископ патарски
Свети Николај Патарски је хришћански светитељ из 6. века. Био је архиепископ патарски, игуман Синајског манастира.
Његово житије је у прошлости често мешано са житијем Светог Николаја Мирликијског, због сличности у биографијама. Обојица потичу из Ликије, имали су чин архиепископа и епископа и поштовани су као чудотворци.
Свети Николај Пинарски је био брат оца Светог Николе Мирликојског. Он га је као архиепископ рукоположио за свештеника.
Умро је 10. децембра 564. године.
Православна црква прославља Светог Николаја Патарског, заједно са његовим синовцем Николајем Мирликијским 6. децембра по јулијанском календару.